# Secours rouge (Genève)
Pour les articles homonymes, voir Secours rouge.
 (mai 2020).
Le Secours rouge, fondé en 2017 à Genève, est une organisation politique suisse d'extrême gauche. Son travail est principalement lié au soutien de prisonnières et prisonniers politiques ainsi qu'aux mouvements révolutionnaires. Elle fait partie du Secours rouge international.
Un Secours rouge Genève a existé pour une courte période au milieu des années 1970. Une brochure appelée « L'État suisse maillon de la répression politique internationale » a été publiée en novembre 1975.

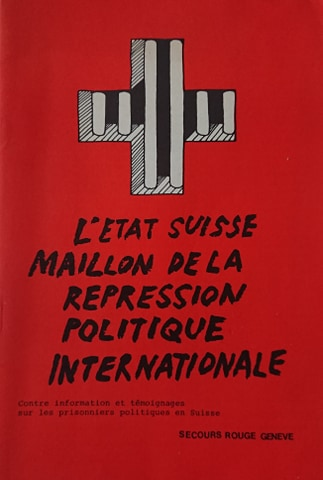
Couverture de la brochure de 1975 publiée par le Secours Rouge Genève.

## Activités
Le Secours rouge Genève organise des conférences, soirées de soutien, soirées d'information et publie différents types de matériels politiques (brochures, dépliants, flyers, autocollants et autres). L'organisation est active dans les campagnes de soutien à Georges Ibrahim Abdallah et aux prisonnières et prisonniers du groupe anarchiste grec Lutte révolutionnaire. Elle participe à différentes initiatives de soutien à la révolution du Rojava et au Bataillon international de libération. De plus, elle travaille sur des campagnes en lien avec la politique locale suisse, par exemple contre le sommet annuel du World Economic Forum à Davos.
Plusieurs articles écrits par le Secours rouge Genève sont publiés par le journal progressiste Le Courrier.
Le 14 avril 2023, le procès de Guillaume, Vaudois né en 1987 et militant du Secours Rouge de Genève, s'est tenu à Sion devant la justice militaire suisse. Accusé « d’atteinte à la puissance défensive du pays » et de « service militaire à l’étranger », il lui était reproché d'avoir combattu au Rojava entre 2015 et 2016 contre Daesh. La justice a conclu à un acquittement, jugeant les preuves de sa participation aux combats insuffisantes, et les frais de procédure ont été pris en charge par la Confédération. Un militant du Secours Rouge Genève, Saïd, a déclaré dans un reportage de la RTS que le procès était politique. Grégoire Aubry, représentant de la justice militaire, a répondu que la justice n'était pas politique et qu'il s'agissait uniquement du fait de s'engager avec une armée étrangère, peu importe laquelle,,.
En mai 2023, la ville de Genève interdit une exposition d'affiches de la résistance palestinienne  organisée par le Secours Rouge Genève,.
Le 1er mai 2024, l'organisation Ligne Rouge, liée au Secours Rouge Genève annonce sa création publiquement.